# Lista de pratos típicos do Paraná
Abaixo se segue uma lista dos pratos típicos mais importantes do Paraná:

## Pratos
- Pinhão[1][3]
- Barreado[1]
- Boi no rolete[1]
- Pierogi[1][4]
- Galinha ao molho[1]
- Galinha caipira[4][3]
- Entrevero de pinhão[1][4]
- Paçoca de carne[1][4]
- Quirera com frango[1]
- Quirera lapeana[1]
- Virado de carne[1][4]
- Cambira[5]
- Charque[3]
- Costela assada de Apucarana[1]
- Costela ao fogo de chão[1][3]
- Alcatra no espeto[4]
- Sukiyaki[1]
- Vaca atolada[1]
- Eisbein[1]
- Leitão maturado[1]
- Leitoa desossada e recheada[1]
- Leitoa no tacho[1]
- Pernil à pururuca[1]
- Porco no rolete[1]
- Porco na lata[4][3]
- Carneiro ao molho[1]
- Carneiro no Buraco[1][3]
- Koziá (Cabrito)[1]
- Pintado na telha[1]
- Tilápia[3]
- Pachola[6][7]
- Arroz tropeiro[1]
- Castropeiro[1]
- Pão no bafo[1][4]
- Broa[1]
- Bolinho de polvilho[1]
- Polenta com frango[1]
- Bolo de milho[1]
- Cuca[1]
- Carne de onça[8]
- Kutchia (Kutiá)[1]
- Mingau de milho[1][4]
- Torta holandesa[4]
- Bala de banana[9]
- Bala de gengibre[9]
- Melado[10]

## Bebidas
- Café[2]
- Cachaça[2][9][10]
- Cataia
- Cerveja[11]
- Chimarrão[2][3]
- Tererê[3]
- Vinho[11]
- Cabriúva[4]
- Gengibirra[12][13][14][15]